# Chuck Strahl
Charles « Chuck » Strahl, né le 25 février 1957 à New Westminster et mort le 13 août 2024 à Chilliwack, est un homme politique canadien de la province de Colombie-Britannique. 
Il est député à la Chambre des communes, où il siège sous la bannière du Parti conservateur du Canada. Il est ministre de l'Agriculture et de l'Agroalimentaire, ainsi que ministre de la Commission canadienne du blé du 6 février 2006 jusqu'en 2011.

## Biographie
Chuck Strahl a été élevé dans en Colombie-Britannique, où il est né, et travailla pour une compagnie de construction routière privée. Il fut élu pour la première fois sous la bannière du Parti réformiste du Canada, lorsque celui-ci balaya la région dans l'élection fédérale de 1993. Il fut réélu en 1997 et encore en 2000, cette fois-ci avec l'Alliance canadienne, qui remplaça le Parti réformiste en 2000. Il représente la circonscription de Fraser Valley, une grande circonscription dans une région principalement agricole de la province. Il a occupé plusieurs postes dans divers comités, ainsi qu'au sein du cabinet fantôme.
Il acquit une notoriété nationale pendant l'été de 2001, lorsqu'il fut le chef et le plus vocal d'un groupe de députés alliancistes opposés à la direction de Stockwell Day. Strahl quitta le caucus allianciste avec plusieurs autres députés du parti. Le groupe siégea ensuite sous le nom du Caucus démocratique représentatif et travailla étroitement avec le Parti progressiste-conservateur du Canada. Les efforts de Strahl portèrent leurs fruits et Stockwell Day fut éjecté de son poste de chef et remplacé par Stephen Harper.
Il était vu comme un membre modéré de l'Alliance canadienne qui pourrait séduire l'est canadien, mais ses ambitions de leader furent limitées par son incapacité à parler français, ainsi qu'une méfiance qui perdurait de la part de bien de ses collègues à cause de sa rébellion en 2001. Il tenta de se porter candidat à la chefferie du Parti conservateur du Canada, mais fut incapable de trouver suffisamment de soutien, à la fois politique et financier, pour lancer une campagne viable. Il se rallia alors à Tony Clement, qui fut finalement défait lors de la course par Stephen Harper.
Au début du 38e Parlement du Canada, il fut désigné Vice-président des comités à cause des nouvelles règles engendrées par le gouvernement minoritaire.
Le 12 mars 2011, il annonce dans une lettre à ses électeurs qu'il met fin sa carrière politique, ayant décidé de ne pas se représenter lors des prochaines élections fédérales.
Chuck Strahl meurt le 13 août 2024, âgé de 67 ans.